# 王春露
王春露（1978年9月27日—），吉林省人，中国女子短道速滑运动员。
王春露出生于磐石市，9岁进入体校训练，在冬奥会上共获2银1铜。
王春露1997年榮獲長春市十大傑出青年，1998年当选長春市勞動模範，2003年当选第十屆全國人大代表。
2008年，王春露作为2008年夏季奥林匹克运动会火炬接力长春站末棒火炬手，点燃圣火盆，结束了奥运火炬在长春的传递。
2024年6月27日，就任国家体育总局冬季运动管理中心副主任。